# Craig Jones
Pour les articles homonymes, voir Craig Jones (homonymie) et Jones.
Craig Alan Jones, né le 11 février 1972, est un musicien américain, programmeur, sampleur et claviériste, qui jouait au sein du groupe de métal Slipknot. Comme les autres membres, il avait pour pseudonyme un chiffre. En ce qui le concerne, il s'agit du « 5 ». Le 7  Juin 2023, le groupe annonce se séparer de Jones sans commentaire supplémentaire.

## Au sein de Slipknot
Dans un premier temps, il rejoignit le groupe en tant que guitariste, mais changera en travaillant aux côtés de Sid Wilson, responsable des platines. Il ne perd néanmoins pas tout contact avec son instrument d'origine dans la mesure où il s'occupe toujours des effets liés aux guitares sur scène. On dit qu'il est le dernier à rentrer sur scène et le premier à repartir, c'est pour ça que certains le surnomment « le fantôme du groupe ».
Les effets sonores de Craig sont souvent noyés dans le flux des autres instruments, mais sont indispensables sans quoi les morceaux perdraient leur ambiance. Il faut se concentrer sur les instruments mis en arrière pour mieux les percevoir.
Le 7 juin 2023, le groupe annonce sur ses réseaux qu'il ne fera désormais plus partie du groupe, sans donner plus de details.

## Biographie
« Ce mec est certainement le plus barré des neuf. Il ne dit jamais rien et c'est ça qui me fout les boules car il est là et pourtant on l'oublie. Cela dit, c'est mieux qu'il ne dise rien. La seule fois où il l'a ouverte, on n'a eu que des emmerdes. ». C'est ainsi qu'est décrit Craig Jones par Ross Robinson. Ce n'est guère flatteur mais pourtant c'est véridique : Craig est le "fantôme" du groupe car il est toujours le dernier à arriver sur scène et le premier à en partir. À l'époque, il a rejoint le groupe en tant que guitariste pour remplacer Donnie Steele, ce qui lui a permis par la même occasion de faire ses preuves durant l'enregistrement de Mate. Feed. Kill. Repeat. En plus de sa prestation à la guitare, il a également contribué aux ambiances avec ses samples, ce qui a vraiment impressionné Shawn Crahan. Voyant sa folle passion pour les machines et l'informatique (d'où son surnom, « 133mhz »), Joey Jordison et Shawn ont décidé ensemble de lui donner une promotion et de l'intégrer à plein temps dans le groupe. En trois semaines, Craig est passé de guitariste suppléant à sampleur officiel de Slipknot.

## Masque et tatouages
Quand il était guitariste, il portait des collants sur la tête avec un t-shirt "spam"; d'autres fois, il portait une peau de loup. Dès qu'il est devenu échantillonneur, Jones commença à porter un casque de course orné d'un autocollant Sinclair (qu'il a dû obtenir de Joey qui travaillait dans une station service Sinclair) puis il le peint en noir avec quelques clous martelés. Il installa le Flash d'une caméra qui a été vite retiré. Pour l'album éponyme du groupe, il portait un casque avec des clous de 15cm, et une combinaison de prisonniers américain; puis il passa à un masque en cuir sur lequel sont plantés de longs clous tournés vers l'extérieur qui étaient longs de 15 cm puis de 30 cm pour le masque de la tournée All Hope Is Gone.

## Équipement
Il a utilisé pour l'enregistrement de l'album Slipknot :
- Yamaha Controller
- Yamaha PSR 720
- Roland JP 8000
- Sampler AKAI MPC2000XL
- Synthé Nord Lead ou Yamaha Crsx - 7 pour le titre "74126000027"

Pour Iowa :
- Roland SP-808 ex
- Logiciel SONAR

Pour le live (sic)nesses :
- Korg Kontrol 49

## Anecdotes
- Il s'occupait de la gestion du site internet du groupe Slipknot. Sa femme l'aidait dans cette tâche avant qu'ils ne divorcent. À la suite de la séparation, le site fut fermé. Bien que rouvert en 2004, Craig ne s'en occupe désormais plus.
- Son ex-femme est décédée le 3 mai 2005.
- Il a tenu un petit rôle dans le film Rollerball de 2002 réalisé par John McTiernan, intervenant dans son propre rôle de membre du groupe Slipknot.
- Lors du festival Big Day Out 2005, pendant Spit It Out, il s'en est pris à Shawn Crahan (qui l'aurait provoqué) en lui plaquant la tête sur une de ses percussions et il l'a ensuite amené violemment au sol. C'est l'une des rares fois où il a quitté sa position durant un concert, la vidéo est disponible sur internet.
- Il est le dernier membre du groupe à avoir dévoilé son visage, lors de la conférence de presse liée à la mort de Paul Gray avec les membres de Slipknot démasqués, le frère de Paul Gray ainsi que sa femme enceinte.